# Mount Richardson, Antarktis
Mount Richardson är ett berg i Antarktis. Det ligger i Västantarktis. Inget land gör anspråk på området. Toppen på Mount Richardson är 701 meter över havet.
Terrängen runt Mount Richardson är platt söderut, men norrut är den kuperad. Trakten är obefolkad. Det finns inga samhällen i närheten.